# Divisió de Gwalior
La divisió de Gwalior és una de les deu grans entitats administratives de l'estat de Madhya Pradesh, a l'Índia. La capital és Gwalior. Està formada pels districtes d'Ashoknagar, Shivpuri, Datia, Guna i Gwalior.